# ひまわりのチャペルできみと
『ひまわりのチャペルできみと』はMarronより2007年8月24日に発売された18禁恋愛アドベンチャーゲームである。通称『ひまチャき』。

## 概要
Marronの第3作目。
ブランドによる公称ジャンルは「ラノベ風学生結婚ADV」。この「ラノベ風」というのは、近年の恋愛アドベンチャーゲームにしては珍しくキャラクターボイスが無い事、テキスト総容量が4.5MB超と、小説に匹敵する程の文章量であること、ラノベ的な世界観や設定が一部に使われていること等を総称して付けられたものと考えられる。シナリオは前二作と同様、「笑い」に比重が置かれており、終盤までは基本的にギャグの連発で軽快に進むが、分岐シナリオによっては家族愛や夫婦愛と言ったシリアスなストーリーが前面に出される事もあり、笑い一辺倒という訳ではない。システム面では「吉里吉里」を採用。これにより、独自のエンジンを使用していた『秋桜の空に』のように致命的なバグは存在しないが、細かい所でバグが発生している。現在公式HPで修正パッチが配布されているが、修正パッチを適用しても全てのバグが解消されるわけではない（パッチを当てないと7日目の選択肢から先へ進めない）。
本作の発売から程なくして発売されたシナリオ担当の竹井10日著『らき☆すた らき☆すた殺人事件』では柊姉妹が本作をプレイしており、作中で宣伝まで行われている。また初回版特典『ひまわりのチャペルできみとvs秋桜の空に』の背表紙や見返しには『らき☆すた殺人事件』と共通する部分が多い。なお『らき☆すた殺人事件』の作中にはマニュアルを読んでいて柊かがみが小雪のバストサイズに驚愕するシーンがあるが、実物のマニュアルではキャラクターの説明は掲載されていない（掲載されているのはパッケージ裏）。

## メインキャラクター
海上 貴宏（うなかみ たかひろ）
主人公（名前は変更可能）。一ツ坂学園在籍で2年B組所属。前二作の主人公と同様、突飛な言動や行動が目立ち、シスコンである（本人は否定）。口癖は「ままならんなあ」。また、極度の「カナヅチ」であり、水中では泳げないどころか沈んでしまう。学園内での騒動には大概顔を出しているのでちょっとした有名人になっている。家族構成は両親と姉。現在は寮生活で一人暮らし。
円澤 小雪（つぶらさわ こゆき）
主人公と同い年で幼馴染。2年B組所属。主人公からは「こゆ吉」と呼ばれている。ボーイッシュな性格で運動が得意。その運動神経は学園内でもトップクラス。逆に勉強は不得手で、殆どの教科で赤点ラインを行ったり来たりしている。また、バスト101cmと巨乳の持ち主でもあるが、その事を主人公に度々茶化され、また運動には邪魔なこともあり、コンプレックスになっている。口癖は「恐るべし、○○イズム」。好きな物は「駄菓子」。また、「スーパー歯の浮くモード」と呼ばれる謎の特殊技が使える。現在は寮生活で、月乃と萌波とで同じ部屋に住んでいる。
緒野田 月乃（おのだ るなの）
主人公と同い年で幼馴染。2年B組所属。主人公からは「ナノ子」と呼ばれている。小雪とは逆に女の子らしい性格で運動は大の苦手。発育不良により129cm、30kgしかないが、健康面に問題は無い。しかし、体力面には不安がある。運動が苦手なのもそのため。トラブルメーカーな人物が多い中で唯一の常識人。その為、何かと暴走しがちな主人公達のブレーキ役になっている。口癖は語尾に「ナノですーナノですーナノですー」とエコーをかけることで、周囲の人物から「セルフエコーかけんな」と、よく突っ込まれている。好きな物は（キュウリと蜂蜜を一緒に食べるとメロンの味がする、のように）食べ物と食べ物を混ぜて食べる、いわゆる「合成食物」。園芸部所属。
百寺 雛梨（ももでら ひなり）
主人公とは一年後輩。1年E組所属。性格もよく、運動神経も抜群で学園内のアイドル的存在。更に、とある事情で世界的な有名人でもある。周囲からは浮いた存在。主人公達とも接点が無かったが、ちょっとしたきっかけによって主人公達と行動を共にすることが多くなる。何事にもポジティブな志向をもっている。現在は寮生活で一人暮らし。
藍善 萌波（あいぜん もなみ）
主人公と同い年。2年B組所属。物語の序盤で主人公達の学園へ転校してくる。主人公からは「もなむー」と呼ばれている。生真面目で硬い性格であるが、主人公達の起こす騒動を止めるどころか参加する辺り、お茶目な面もある。他人を呼ぶ時は「貴宏卿」のように卿を付たり、古い言葉を多用したりと、古い軍人のような言い回しをする。また、周囲の人物に「大佐」、「元帥」といった、軍隊の階級を付ける不思議な癖がある。モデル並の体型で文武両道。更にカリスマ性も持ち合わせている完璧超人。早くも学園内で人気になっている。
鏡丘 音々子（かがみおか ねねこ）
主人公の一年先輩。3年A組所属。主人公の実姉。主人公からは「ねねねえ」と呼ばれている。苗字が違うのはとある事情により養子に出された為。前二作の「ダダ甘」な姉キャラとは全く正反対な「ダダ甘え」キャラ。毎朝主人公に起こされたり、昼食をねだりにきたりと、その名の通り何かと主人公にダダ甘えてくるブラコン（本人は否定）。ガキ大将がそのまま成長したような性格をしており、理不尽な我侭を言ったり、くだらない事を思いついては主人公達を巻き込んだりしている。その為、主人公と並んで有名人。口癖は「○○ばっかりムキー！」。「月刊姉弟愛」愛読者でもある。現在は寮生活で一人暮らし。
本宮エステリア・ディノラード（ほんぐうエステリア・ディノラード）
主人公と同い年。2年B組所属。主人公からは「姫」と呼ばれている。名前の通り外国人で、ディノラード王国の王女であるが、やむなき事情により現在は一ツ坂学園に通い、寮生活で一人暮らしをしている。王女らしく尊大で若干我侭な性格をしているが、度が過ぎると主人公からアイアンクローの制裁が下り、つい謝ってしまう。自分の事を「妾（わらわ）」と呼び、語尾に「〜じゃ」を付ける等、武家の女性が使っていた古い言い回しをする。また、「テレビ東方でアニメ以外の番組だけを見る刑」等、変な刑罰を考えるのが好きで、主人公からぞんざいに扱われた時によく宣告している。しかし、今のところ実行された事は無い。頭につけているティアラはディノラード王国の国宝である。

## サブキャラクター
仁時 一紗香（にどき いちさか）
一ツ坂学園の屋上で良く出会う不思議な少女。主人公からは「いっちゃん」と呼ばれている。主人公とは複雑な因縁を持つ。物語中、悩んでいたり落ち込んでいたりする主人公に度々アドバイスをしてくれる。普段は標準語だが、突っ込むときに限りエセ関西弁になる。
海上 唯菜（うなかみ ゆいな）
主人公の母親。子持ちには見えないほど若く見え、超絶的な天然と突飛な言動の持ち主。家族とも会話が全く噛み合わない事もしばしば。普段は感じられないが、母親らしい一面も持っており、主人公達の事を温かく見守ってくれている。
海上 柚太朗（うなかみ ゆたろう）
主人公の父親。母親同様、子持ちには見えない程若い姿をしている。しっかりとした性格をしており、父親として海上家を支えている。しかし、主人公とのスキンシップに頬を赤く染め、恥じらったりする謎な一面も。美容室「Vierge（ヴィエルジュ）」の店長で、カリスマ美容師として名を馳せている。
志豆機 環（しずはた たまき）
2年B組所属で委員長を務めている。主人公からは「猫タマ」と呼ばれている。真面目な性格で三つ編み、眼鏡という、いかにもな委員長キャラであるが、面倒見が良く、融通も利く。度々主人公達が起こす騒動に巻き込まれている。驚いた時やパニックになった時は、語尾に「ニャ」を付けたりして猫っぽくなる。
板東 翔羅（ばんどう しょうら）
2年B組所属。主人公からは「ショーちゃん」と呼ばれている。いわゆるスケバンな不良少女で、周囲からは恐れられている。「夜露死苦」や「固羅」などのヤンキー語を使い、遅刻とサボりの常習犯であるが、登校したら真面目に勉強していたり、精神的に打たれ弱く涙もろい面があったりと、いまいち不良になりきれていない部分もある。音々子とは中学時代からの友人であるが、一年留年しているので学年が違う。
ルーンベルベット・張（ルーンベルベット・ちょう）
2年B組の担任。香港系アメリカ人。担当教科は歴史と英語。また、シスターでもある。主人公達よりも遥かに年下にもかかわらず、飛び級しまくって既に大学を卒業済みの超天才児。実質年下である生徒達の事を呼ぶ時は、必ず「お兄ちゃん」「お姉ちゃん」を付ける。栗が好物。Marronの作品には必ず栗が好きな人物がいる。
張摩邇手（ちょうまじで）
2年B組所属でルーンベルベット・張の兄。主人公からは「マジぽん」と呼ばれている。若くしてマネーゲームを始めて大成功を収め、ウォール街の覇者と呼ばれていたが、現在は一線を退き一ツ坂学園に通っている。既に社会人として成功し、勉学に励む必要が無いにも関わらず学園に通っているのは、妹に付き合うためと、歳相応の生活を送りたかった為らしい。何かと主人公を買っている節があり、妹のルーン先生と結婚させようと目論む。口癖は「YOU、○○しちゃいなよ」。お金に関すること以外は無能である。
猫大帝（ねこたいてい）
2年B組に度々現れる謎の人物。2年B組の生徒ではないにも関わらず普通に授業を受けていたりしている。猫の着ぐるみを常に着ており、語尾に「ニャー」を付けたりと、非常に怪しい。実はほとんどの人間が中の人の正体に気付いているが、あえて誰も突っ込まずに放置している。
権田原 天（ごんだわら そらり）
2年B組所属。放送部のエースで、とあるイベントの実況役を務める。貧乳であることに悩んでいる。『お姉ちゃんの3乗』に登場する権田原疾風とは従兄妹の関係。
野々宮 美駿（ののみや みはや）
2年B組所属。自転車部副部長。とあるイベントの解説役を務める。頭に乗っているのはミニミニいるかのサフラワー・リノールさん。『秋桜の空に』に登場する野々宮美影とは従姉妹の関係。
鎌倉 タケル（かまくら タケル）
バッドエンド及び、シナリオの一部にのみ登場する、下ネタ好きの少々変わった人物。

## スタッフ
- 企画・シナリオ 竹井10日
- 原画 いくたたかのん
- 販売 ホビボックス株式会社

## 主題歌
- OPテーマ 『太陽の咲く星で』 作詞 竹井10日、作曲・編曲 Angel Note、歌 榊原ゆい
- EDテーマ 『風花雪月』 作詞 竹井10日、作曲 麻枝准、編曲 Angel Note、歌 榊原ゆい

## 関連作品
- ひまわりのチャペルできみと ミニファンブック（ひなプリン・2006年9月29日発売）